# Адмирал Левченко (большой противолодочный корабль)
«Адмирал Левченко» — большой противолодочный корабль проекта 1155. Несёт службу в составе Северного флота. Бортовой номер 605.

## История
- 27 января 1982 года БПК заложен на Судостроительном заводе имени А. А. Жданова в Ленинграде.
- До 24 мая 1982 года имел название «Хабаровск».
- Спущен на воду 21 февраля 1985 года.
- 30 сентября 1988 вступил в строй.
- 1 мая 1989 года включён в состав Северного Флота.
- С 16 мая по 15 декабря 1990 года корабль нёс боевую службу в Средиземном море, в ходе которой совершил деловой заход в сирийский порт Тартус и осуществлял слежение за авианосцем «Саратога» ВМС США.
- В течение трёх лет, с 1990 по 1992 год, БПК «Адмирал Левченко» объявлялся лучшим кораблём на Северном флоте по видам подготовки: защите от оружия массового поражения и химической подготовке, борьбе за живучесть и радиолокационному дозору.
- В августе - сентябре 1993 года БПК в составе отряда боевых кораблей Северного флота с официальным визитом посетил французский Тулон.
- Корабль участвовал в совместных российско-англо-американских учениях «РУКУС-96», посетил английские порты Портсмут и Плимут. В ноябре 1996 в Северном море в точке рандеву БПК встретил тяжёлый атомный ракетный крейсер «Пётр Великий», совершавший межфлотский переход, и сопроводил его к месту дальнейшего постоянного базирования в Североморск.
- С октября 1999 года по июль 2001 год прошёл ремонт на Северной верфи в Санкт-Петербурге.
- В июне 2003 он участвовал в совместном с балтийцами учении под руководством Верховного Главнокомандующего, а в октябре у Шпицбергена охранял район рыболовного промысла и демонстрировал Андреевский флаг.
- В составе корабельной ударной группы Северного флота с декабря 2007 по февраль 2008 выполнил задачи дальнего похода в Атлантике и Средиземном море. Посетил с визитами норвежские порты Ставангер, Осло и Хоконсверн, английский Портсмут, Брест во Франции, исландский Рейкьявик и тунисскую Бизерту.
- С 5 по 8 января 2009 года принял участие в совместных военно-морских учениях с Турцией[1].
- В 2010 году нёс боевую службу по борьбе с пиратством в Аденском заливе, совершил заход в сирийский порт Тартус и порт Джибути.
- 17 декабря 2013 БПК «Адмирал Левченко» вышел из Североморска, а с января 2014 года нёс службу в составе постоянного оперативного соединения в Средиземном море.
- 11 мая 2014 года БПК «Адмирал Левченко» прибыл в главную базу Черноморского флота в Севастополь[2]
- По состоянию на май 2014 года находился на Севастопольском 13-м судоремонтном заводе Черноморского флота, куда прибыл после 4-х месячного нахождения в море для проведения планового ремонта с постановкой в док и восстановления технической готовности[3][4].
- В начале июня 2014 года завершил восстановление технической готовности и покинул Севастополь.
- 18. июня 2014 действуя в составе постоянной группировки кораблей ВМФ в Средиземном море, совершил переход из Ионического в Тирренское море через Мессинский пролив.[5]
- В конце 2014 года встал в основной пункт базирования город Североморск в ожидании ремонта
- В начале 2021 года встал на ремонт в городе Снежногорск на судоремонтном заводе "Нерпа"
- Большой противолодочный корабль «Адмирал Левченко» должен выйти на испытания после восстановительного ремонта до конца 2021 года. Кроме газотурбинных маршевых двигателей, на нём заменят охладительные установки и запорную арматуру. Частично будут модернизированы бортовая электроника и противопожарное оборудование.
- Планируемая дата выхода корабля на ходовые испытания 24 ноября 2021 года.
- С 2022 года находится в строю и выполняет боевые задачи.[6]
- 11 июня 2024 г. в украинских СМИ появилось сообщение о крупном пожаре на корабле. [7]

## Изображения
- «Адмирал Левченко» в Северном море, 1 октября 2004
- «Адмирал Левченко» в Бизерте, 29 декабря 2007
- «Адмирал Левченко» в Кольском заливе, 18 июля 2018